# Abteilung für politische Sicherheit
Die Abteilung für politische Sicherheit (auch Direktion für politische Sicherheit; arabisch شعبة الأمن السياسي, DMG Šuʿbat al-amn as-siyāsī) ist ein Nachrichtendienst Syriens. Sie ist formell Teil des syrischen Innenministeriums.
Die Abteilung für politische Sicherheit ist verantwortlich für
- Die Überwachung nationaler und internationaler Medien
- Die Überwachung der politischen Opposition und von Dissidenten
- Die Überwachung der im Land befindlichen Ausländer und deren Beziehungen zu Syrern

Zudem unterhält der Dienst eigene Haftanstalten für politische Gefangene.
Der Behördenleiter war von 1987 bis 2002 Generalmajor Adnan Badr Hasan. Er ist Alawit (Nusairier) und stammt aus der Stadt Homs. Seit 2012 ist Rostom Ghazale der Leiter.